# Производственный брак
Производственный брак — продукция, передача которой потребителю не допускается из-за наличия дефектов, не удовлетворяющая установленным требованиям.
Стандарт ISO 9000 рекомендует использовать вместо «брака» понятие «несоответствие».
Слово «брак» в значении «дефект», «недоброкачественное изделие» было заимствовано в XVII веке из немецкого языка, где «brack» — «негодный товар», «лом», производное от глагола «brechen» — «ломать».

## Понятие брака
Основные требования устанавливаются законодательными актами страны, стандартами, нормативно-технической документацией предприятия или иными аналогичными регламентирующими документами.
Дефектом является каждое отдельное несоответствие продукции установленным требованиям, а продукция, имеющая хотя бы один дефект, называется дефектной (браком, бракованной продукцией). Бездефектная продукция считается годной.
Наличие дефекта означает, что действительное значение параметра (например, Lд) не соответствует заданному нормированному значению параметра. Следовательно, условие отсутствия брака определяется следующим неравенством:
dmin ≤ Lд ≤ dmax,
где dmin, dmax — наименьшее и наибольшее предельно-допустимые значения параметра, задающие его допуск.
Перечень, вид и предельно-допустимые значения параметров, характеризующих дефекты, определяются показателями качества продукции и данными, приведёнными в нормативно-технической документации предприятия на изготавливаемую продукцию.

### Виды брака
По исправимости различают:
- исправимый производственный брак — такой брак, все дефекты в котором являются устранимыми, то есть последние технически возможно и экономически целесообразно исправлять;
- неисправимый (окончательный) производственный брак — такой брак, в котором хотя бы один из дефектов, обусловивших забракование продукции, является неустранимым, то есть исправление последнего технически невозможно или экономически нецелесообразно. Такие изделия подлежат утилизации как отходы производства, либо реализуются изготовителем как уценённый товар, по цене значительно более низкой, чем у такого же изделия без брака.

По времени выявления производственный брак продукции может быть внутренним (выявленным на стадии производства или на заводском складе) и внешним (обнаруженным покупателем или иным лицом, использующим данную продукцию, некачественный товар).
Товар, признанный потребителем некачественным, формально таковым может и не быть. Это связано с расхождением в понимании, что считается дефектом по мнению покупателя (субъективное мнение), и что — в соответствии с нормативно-технической документацией предприятия (официально).

## Выходные данные
При учёте потерь от брака выходным документом является акт о браке — это документ, в котором записываются основные положения по учёту потерь от брака, то есть количество испорченных деталей, виновники брака, вид брака и исправители, а также суммы вычетов и надбавок за работу (могут также записываться в расчётно-платёжную ведомость).

## Выявление производственного брака
Обязанности по выявлению производственного брака, как правило, лежат на отделе технического контроля (ОТК). Чаще всего прохождение готовым изделием контроля ОТК отмечается специальным штампом в техническом паспорте изделия или на корпусе изделия.
В настоящее время широко применяются автоматизированные средства контроля продукции, выполняющие свои задачи с минимальным участием человека.

## Некоторые правовые аспекты производственного брака
По отношению к виновникам производственного брака установлены определённые меры взыскания, учитывающие обстоятельства появления брака, его масштабы, когда и кем он выявлен и т. п.
Физическое лицо, как правило, приобретя товар (услугу), имеющий брак, который был выявлен в процессе эксплуатации, может обменять товар на аналогичный (без брака) или вернуть полную стоимость товара согласно Закону Российской Федерации «О защите прав потребителей».

## Предотвращение производственного брака
Определённое значение для предупреждения производственного брака имеют следующие меры:
- строгое соблюдение технологии производства продукции;
- правильная организация труда;
- регулярные курсы повышения квалификации сотрудников предприятия.